# Đông Phương Yên
Đông Phương Yên là một xã thuộc huyện Chương Mỹ, thành phố Hà Nội, Việt Nam.
Xã Đông Phương Yên có diện tích 6,46 km², dân số năm 2022 là 6.772 người, mật độ dân số đạt 1.048 người/km².
Xã Đông Phương Yên có 6 thôn: Đồi 1, Đồi 2, Đồi 3, Lũng Vị, Yên Kiện, Đông Cựu ( làng )